# Dicranomyia (Dicranomyia) amurensis
Dicranomyia (Dicranomyia) amurensis is een tweevleugelige uit de familie steltmuggen (Limoniidae). De soort komt voor in het Palearctisch gebied.